# Rugocaudia
Rugocaudia é um gênero de dinossauro do clado Titanosauriformes. Há uma única espécie descrita para o gênero Rugocaudia cooneyi. Seus restos fósseis foram encontrados na formação Cloverly em Montana, EUA, e datam do Cretáceo Inferior (Aptiano ou Albiano).